# Glückliche Reise – Hongkong
Glückliche Reise – Hongkong ist ein deutscher Fernsehfilm von Stefan Bartmann. Die Produktion des 26. Teils der Fernsehreihe Glückliche Reise erfolgte im Dezember 1993 in Hongkong. Der Film hatte seine Premiere am 4. September 1994 auf ProSieben.

## Besetzung
Das Cockpit besetzen Kapitän Stefan Becker (Hans Peter Hallwachs) und seine Co-Pilotin Marita Lambert (Mareike Carrière). Zwei Stewardessen (Cosima von Borsody, Bianca Brad) kümmern sich um das Wohl der Passagiere. Die Reiseleiter Sylvia Baretti und Andreas von Romberg werden von Conny Glogger und Thomas Fritsch gegeben. Als Gastdarsteller sind Eleonore Weisgerber, Rainer Rudolph, Michael Brandner und Martin Semmelrogge zu sehen.

## Handlung
Der nichtsahnende Kapitän Stefan Becker wird in Hongkong von zwei dubiosen Chinesen angesprochen, die ihn in drohender Weise an einen Termin erinnern. Während eines Stadtbummels wird Stefan später gewaltsam entführt. Co-Pilotin Marita macht im Hotel die Bekanntschaft mit dem Geschäftsmann Mr. Miller, der Kapitän Becker zum Verwechseln ähnlich sieht. Schnell kommt sie zu dem Schluss, dass der falsche Mann entführt wurde. Reiseleiter Andreas startet eine Befreiungsaktion.
Der Reiseteilnehmer Winfried Mertens ist kurz vor Beginn der Reise von seiner Verlobten verlassen worden und hat nun seinen Freund Joschi mitgenommen. Joschi fällt der Reiseleitung schnell durch sein rüpelhaftes und respektloses Verhalten auf. Ohne Unterlass versucht er, seinem Freund für seine Eskapaden Geld aus der Tasche zu ziehen.
Hans Hirschmann hat seiner Frau Renate erst vor kurzem gestanden, dass er in Hongkong eine erwachsene Tochter hat. Er möchte den Aufenthalt dazu nutzen, das ihm bisher unbekannte Mädchen wenigstens einmal zu sehen. Renate macht die Untreue ihres Mannes schwer zu schaffen, auch wenn das Ereignis viele Jahre zurückliegt.